# Helsingforskvartetten
Helsingforskvartetten var en finländsk stråkkvartett. 
Helsingforskvartetten, som bestod av Anja Ignatius, Jouko Ignatius, Aarno Salmela och Pentti Rautawaara, gjorde en mycket uppmärksammad insats i musiklivet främst i Helsingfors åren 1953–1965.